# Vocabularul indo-european
Următoarele tabele conțin cuvinte și rădăcini fundamentale ale limbii proto-indo-europene alături de cuvintele cognate ale limbilor majore descendente.

## Rudenie
| PIE                  | Română        | Engleză                                         | Gotică                           | Latină                  | Greacă veche                    | Sanscrită                  | Ianiană                                                 | Slavonă                   | Limbi baltice                                   | Limbi celtice                                    | Armeană                             | Albaneză         | Tohariană                  | Hitită           |
| -------------------- | ------------- | ----------------------------------------------- | -------------------------------- | ----------------------- | ------------------------------- | -------------------------- | ------------------------------------------------------- | ------------------------- | ----------------------------------------------- | ------------------------------------------------ | ----------------------------------- | ---------------- | -------------------------- | ---------------- |
| *meH₂tér- "mamă"     | maică         | mother (< EV mōdor)                             | NV móðir "mamă"                  | māter "mamă"            | mḗtēr "mamă"                    | mātár- "mamă"              | Av mātar- "mamă"                                        | SV mati, mater- "mamă"    | Lit móteris "femeie", motina; VPrus muti "mamă" | V Irl māthir "mamă"; Gal modryb "mătușică"       | mayr "mamă"                         | motër "soră"     | A mācar, B mācer "mamă"    |                  |
| *pH₂tér- "tată"      |               | father (< EV fæder)                             | fadar "tată"                     | pater "tată"            | patḗr "tată"                    | pitár- "tată"              | Av pitar- (nom. de asemenea pta, ta), VPers pita "tată" |                           |                                                 | V Irl athir "tată"                               | hayr "tată"                         |                  | A pācar, B pācer "tată"    |                  |
| *bʰréH₂ter- "frate"  | frate         | brother (< EV brōþor)                           | brōþar "fratw"                   | frāter "frate"          | pʰrā́tēr "membru al unei frații" | bʰrā́tar- "frate"           | Av brātar-, VPers brātar-, osetă ärvád "frate, rudă"    | SV bratrŭ "frate"         | Lit brõlis, VPrus brati "brother                | V Irl brāth(a)ir, Gal brawd (pl. brodyr) "frate" | ełbair (gen. ełbaur) "frate"        |                  | A pracar, B procer "frate" |                  |
| *swésor "soră"       | soră          | sister (< EV sweostor, influențat de NV systir) | swistar "soră"                   | soror "soră"            | éor "rudă"                      | svásar- "soră"             | Av x̌aŋhar- "soră"                                       | SV sestra "soră"          | Lit sesuõ (seser̃s), VPrus sestra "soră"         | V Irl siur, Gal chwaer "soră"                    | k`oir (k`eṙ), nom.pl k`or-k` "soră" | vashë "fată"     | A ṣar', B ṣer "soră"       |                  |
| *dʰugH₂-tér- "fiică" |               | daughter (< EV dohtor)                          | daúhtar "fiică"                  | oscă futír "fiică"      | tʰugátēr "fiică"                | duhitár- "fiică"           | Av dugədar-, duɣδar-, Pers duxtar, duxt "fiică"         | SV dŭšti, dŭšter- "fiică" | Lit dukteris, VPrus dukti "fiică"               | Galică duxtir "fiică"                            | dowstr "fiică"                      |                  | A ckācar, B tkācer "fiică" | túwatara "fiică" |
| *suHnú- "fiu"        |               | son (< EV sunu)                                 | sunus "fiu"                      |                         | huiús "fiu"                     | sūnú- "fiu"                | Av hunuš "fiu"                                          | SV synŭ "fiu"             | Lit sūnùs, VPrus suns "fiu"                     |                                                  | ustr "fiu"                          | çun "băiat/fiu"  | A se, B soyä "fiu"         |                  |
| *nepot- "nepot"      | nepot         | obsolete neve "nepot, verișor" (< EV nefa)      | V Germ nevo "nepot"              | nepōs (nepōtis) "nepot" | népodes "descendent"            | nápāt- "nepot, descendent" | Av napāt-, naptar-, OPers napāt- "nepot, descendent"    |                           | Lit nepotis, VPrus neputs "grandson"            | V Irl nïæ "fiul surorii", Gal nei "nepot"        |                                     | nip "nepot"      |                            |                  |
| *dāiH₂u̯ēr- "cumnat"  |               | EV tācor "fratele soțului"                      | V Germ zeihhor "fratele soțului" | levir "fratele soțului" | dāēr "fratele soțului"          | devar- "fratele soțului"   |                                                         | SV děverĭ "cumnat"        | Lit dieveris "fratele soțului"                  | Gal daw(f) "cumnat"                              | taigr "fratele soțului"             |                  |                            |                  |
| *snusós "noră"       | noră          | EV snoru "noră"                                 | V Germ snur "noră"               | nurus "noră"            | nuos "noră"                     | snuṣā- "noră"              |                                                         | SV snŭxa "noră"           |                                                 |                                                  |                                     | nuse "mireasă"   | nu "noră"                  |                  |
| *su̯ek̂rū́- "soacră"    | soacră, socru | EV sweger "soacră"                              | swaihr "soacră"                  | socrus"soacră"          | ekurā "soacră"                  | śvaśrū- "soacră"           |                                                         | SV svekry "soacră"        | Lit šešuras "socru", VPrus swasri "soacră"      | Gal chwegr "soacră"                              | skesur "soacră"                     | vje´herr "socru" |                            |                  |